# 文心雕龍·通變
通變是《文心雕龍》卷五第二十九篇，又或作是第三十一篇:101-103，是六觀說的其中之一，是《文心雕龍》中「割情析采」的一篇，作者是劉勰。學者們大致認為劉勰是為了批評當時文壇上的不良風氣而寫:126，是《文心雕龍》理論體系中的一個重要觀點。范文瀾評價「通變」為：「讀《文心》當知祟自然、貴通變，雖謂為全書精神也可」，可見其重要性:143。劉勰在此文中表達了他的文學發展觀，是文心雕龍學的一個重要研究範圍。:125
通變篇可以大致分为四段。第一段中指出了出文章有兩個方面，分別是以詩歌、辭賦、書札、奏記等體裁「有常之體」以及是「文辭氣力」等兩個方面。第二段分別評論了歷代的文風，指出後代文人雖然注意到取法於前代，但是文風總是趨向華美。劉勰認為商周之前的文章都以質樸為主，但是商周之後的文章則以艷麗新奇為主，並認為當時文人之所以作出新奇的文章是因為注意學習劉宋的文章是忽略漢代的篇章所致的。第三段中，指出了漢代枚乘等五家描寫誇張事物的辭句，以描寫誇張的手法是有限的。第四段中，說明了寫作文章應該以先以閱讀為主，然後再去抓住當中的大綱，並以自己的情志和文氣以寫作。

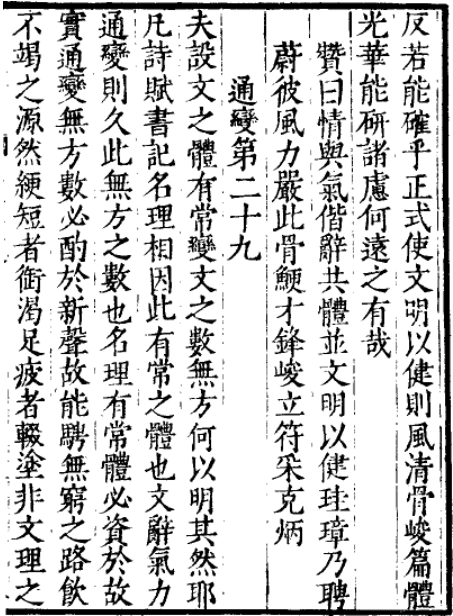
《文心雕龍·通變》，《四部叢刊初編》中第2058冊。上海涵芬樓藏明刊本

學者對於通變篇本身和其衍生的「通變」論展開了深入的探討。在文化背景方面，通變受到《周易》的影響非常深遠，但是其他典籍都有對於通變的形式構成了影響。學界對於通變的主旨大致上可以分為「復古」、「常變」、「新變」、「繼承革新」、「會通適變」五派，而各派之中學者的理解又另有分歧。

## 內容概要
夫設文之體有常，變文之數無方，何以明其然耶？凡詩、賦、書、記，名理相因，此有常之體也；文辭氣力，通變則久，此無方之數也。名理有常，體必資於故實；通變無方，數必酌於新聲。故能騁無窮之路，飲不竭之源。然綆短者銜渴，足疲箸輟途，非文理之數盡，乃通變之術疏耳。故論文之方，譬諸草木，根幹麗土而同性，臭味晞陽而異品矣。
雖然文體體裁雖然有常規的，但是文辭和文情的變化是無窮的。無論是詩歌、辭賦、書札、奏記也好，其創作的方式都是相同的，歷代承襲。「文辭氣力」要「通變」才可以流傳下去，說明「通變」是不固定的。「名」和「理」規格是有一定的，故此要參考古人的作品。「通變」的方式是無限的，需要在創新的作品中吸取經驗。按照這些方法，就能不停寫出文章，在文壇上如魚得水。然而井繩太短的人就會喝不了水，走得累的人就會半途而廢，寫不出好文章的人，只不過是不會「通變之術」，而不是寫作方法的有限。因此，討論作文章的方法就像是種植花草，雖植物都會依附着泥士，但是吸收陽光的不同會引起品種之間的相異。
是以九代詠歌，志合文則。黃歌斷竹，質之至也；唐歌在昔，則廣於黃世；虞歌卿雲，則文於唐時；夏歌雕牆，縟於虞代；商周篇什，麗於夏年。至於序志述時，其揆一也。暨楚之騷文，矩式周人；漢之賦頌，影寫楚世；魏之策制，顧慕漢風；晉之辭章，瞻望魏采。搉而論之，則黃唐淳而質，虞夏質而辨，商周麗而雅，楚漢侈而豔，魏晉淺而綺，宋初訛而新。從質及訛，彌近彌澹。何則？競今疎古，風昧氣衰也。 今才穎之士，刻意學文，多略漢篇，師範宋集，雖古今備閱，然近附而遠疎矣。夫青生於藍，絳生於蒨，雖逾本色，不能復化。桓君山云：「予見新進麗文，美而無采；及見劉揚言辭，常輒有得」，此其驗也。故練青濯絳，必歸藍蒨，矯訛翻淺，還宗經誥。斯斟酌乎質文之間，而櫽括乎雅俗之際，可與言通變矣。
在過去九個朝代的作品，是合乎創作的法則的。他認為，黃帝時的《斷竹》行文樸實，堯虞的《在昔》一曲有所發展，而虞舜的《卿雲歌》更有文采。接着夏朝的「雕牆」更為繁富，商周的詩歌則更為華麗。但是，本則上他們抒情言志的方式是一致的。相反，楚騷模仿周朝文章，然後漢朝的賦和頌都模仿楚國的作品，魏國的作品由慕效漢代，魏國的作品被晉朝人所參考。究其原因，黃帝和唐堯年代的作品淳厚而質樸，虞舜和夏朝的作品質樸而典雅、楚國和漢朝的作品鋪張而艷麗、劉宋初年的作品訛濫而新奇。由質樸到新奇，這是為什麼？祟尚時尚而疏忽了古典的作品，於是感染力不強，而文氣衰弱。現在一些有才學的文人雖然努力寫作，但是大多忽略了漢代的作品，而參考劉宋的作品。即使是博覽古今作品也好，只重視後代文章而忽視了古人的話，就像青出於藍一樣青色雖出於藍草，但是青色卻缺乏再變化的能力了。桓譚說：「我見新進作家的文章，美麗而沒有文采；我見了劉向揚雄的文章，經常都有得益。」這句話說得甚有道理。提練青色濯取必定要依靠青草；濯取紅色必定要依靠茜草，要糾正文章的訛誤、淺薄之處，依然要在經典中學習。只要可以在樸素和文采之間取得平衡，在雅俗之間調整，這些人便是理解「通變」了。
夫誇張聲貌，則漢初已極，自茲厥後，循環相因，雖軒翥出轍，而終入籠內。枚乘《七發》云：「通望兮東海，虹洞兮蒼天。」相如《上林》云：「視之無端，察之無涯，日出東沼，月生西陂。」馬融《廣成》云：「天地虹洞，固無端涯，大明出東，月生西陂。」揚雄《校獵》云：「出入日月，天與地沓。」張衡《西京》云：「日月於是乎出入，象扶桑於濛汜。」此並廣寓極狀，而五家如一。諸如此類，莫不相循，參伍因革，通變之數也。
誇張的描寫手法，到漢朝初期已經到達極點了。在此之後，循環因襲，即使有高飛出舊的範圍也好，結果都落入先人的牢籠中。枚乘的《七發》說：「遙望東海，與蒼天相連」。司馬相如的《上林賦》說：「望起來望不了盡頭，看起來看不了邊際，太陽從東方的水中昇起，明月從西邊的高山出現」。馬融的《廣成頌》：「天地相連，本來沒有邊際，太陽出於東方，月亮出於西出」。揚雄的《羽獵賦》：「太陽月亮升起又落下，天地融合為一」。張衡的《西京賦》：「太陽和月亮在這裏升起落下，就像是扶桑和濛汜一樣」。這些誇張描寫景物的手法，五位作家其實都差不多，是互相相乘的，既有繼承也有革新，這才是「通變」的正確方法。
是以規略文統，宜宏大體，先博覽以精閱，總綱紀而攝契，然後拓衢路，置關鍵，長轡遠馭，從容按節，憑情以會通，負氣以適變，采如宛虹之奮鬐，光若長離之振翼，迺穎脫之文矣。若乃齷齪於偏解，矜激乎一致，此庭間之迴驟，豈萬里之逸步哉！
因此，在寫作文章的時候應候，應該注意這數個方面。寫作時應該先廣泛閱讀書籍並找尋要領，融會貫通，找尋自己的文風。並以自己的真實情感以「會通」，並從自己的氣質進行適應變革，而不應該侷限於偏激的看法。劉勰又再以名家以誇張法描寫事物作為例子。
贊曰：
文律運周，日新其業。
變則可久，通則不乏。
趨時必果，乘機無怯。
望今制奇，參古定法。
文末最後又留下贊（評論），認為寫作的法則是每天不停變化的。變化才可以持久，繼承才不會缺乏。應該果斷地適應時代變化，同時應該抓着機會，看準現今文壇風氣創出優秀作品，同時參考古人的文章來定立寫作法則。

### 理解分歧

#### 「誇張聲貌」
在通變中，劉勰舉出了漢賦的例子以說明「通變」，紀昀、范文瀾、劉永濟、王運熙認為劉勰所舉出的例子以說明作家在具體的藝術描寫中也有「通」和「變」的因素存在，是正面的肯定；但是陸侃如、牟世金、詹福瑞認為這個例子是反面否定了「因革」，沒有創新變化。:191
有學者從正面的角度理解漢賦例子。紀昀認為：「此段首言佳篇，雖巨手不能凌越：以見漢篇之當師，非教人以因襲。宜善會之」，他認為這個例子是說明好的文章即使是佳手也不能超越的，認為文人不應該抄襲，而是體會其中的奧義。范文瀾說：「彥和（劉勰）雖舉此五家為例，然非教人屋下架屋，模擬取笑也」。劉永濟認為「至舉後文例相循者五家，正示人以通變之術，非教人模擬古人之文也」。大致這些評論者認為所舉例子說為了說明通變的方法，不是單純抄襲，而是有所變化。:191-192
但是也有學者從負面的角度理解例子，陸侃如、牟世金認為劉勰這五例是為了說「競今疏古」的後果，是說明「文則」說（合乎創作的法則）的正確，以批評「競今疏古」的後果。詹福瑞也認為，他的例子是希望對應上「文辭氣力」的部份，以說明劉勰不滿意對於「制奇」時反而因此因循守舊的，然後他緊接提出了正面的主張「參伍因革，通變之數也」同樣地，韓泉欣指出劉勰提及漢賦例子是一種「鄙棄」的態度。:191-192
有學者認為這是劉勰舉例不當而引致理解各異。詹鍈認為，這個例子中沒有說明出通變是包含了革新、繼承、創作三者，沒有顯出創作的因素出來:1100。周興陸認為劉勰雖然不是否定「誇張聲貌」，但是劉勰在《誇飾》篇中己經批評了司馬相如「詭濫過甚」，揚雄、張衡「虛用濫形」，不認為他會以此作為正面的例子。他認為劉氏指出此例是為了批評這些人的創新並不足夠，不應單純向近代人學習，而是同時應該「還宗經誥」。

#### 「九代詠歌」
「九代」借代的朝代有所爭議。周振甫、郭晉稀認是實指黃、唐、虞、夏、商、周、漢、魏、晉九個朝代；范文瀾、陸侃如、牟世金、李曰剛認為九代指的是黃、唐、虞、夏、商、周（楚）、漢、魏、晉（宋初）； 张长青、张会恩认为“九代”包括唐、虞、夏、商、周、汉、魏、晋、宋；北京师範大學中文系出版的《中国古代文论选注》中认为“九代”包括黄、唐、夏、商、周（楚）、汉、魏、晋、宋。爭議點主要是在楚是獨立出一個時代或者是併入周、漢之外，或者是合稱之，和劉宋應該是併入晉代，又或者九代不包括劉宋。之所以各家理解有別，是因為「黃唐斷竹」至「瞻至魏采」沒有描寫了劉宋，但是「黃唐淳而質」一句則有之。再者，在《才略》中出現的「九代之文」，以及和《時序》的「蔚映十代」是否一致。
而「宋初訛而新」針對一句，較多的學者認為這是一種批評的態度。寇效信認為，劉氏對於黃至周的詩歌是肯定的，而批判楚、漢、魏、晉、宋的詩歌。韓泉欣認為，劉勰的評價中否定了宋齊文學。孫蓉蓉從《明詩》篇中劉勰對於宋齊山水詩的認可，指出他雖然不滿意宋齊文學，但卻不是完全的否定，而是指出其雖然怪誕而新奇，而卻有其創新的意義。:194-197

## 思想背景
「通變」的理論最早出自於《周易》之中，也是其基本思想，而故此學者經常從《周易》中找《文心雕龍·通變》的淵源。從其原始意思來說，「通」指的是門一開一合的意思，「變」則是往來不動的意思。:201《周易·系辭上》和《系辭下》表明了《周易》的意蘊和作用，並認為《周易》是「通變」一詞反映了宇宙萬物的變化，認為人們應該掌握變化的規律，順應變化而通達。故此《系辭》提出了「通變」、「通其變」、「變通」、「變而通之」等等的主張，將「通」和「變」相提討論:189。
學者對於通變篇是否來自於《易經》中的「通變」有不同的看法，大多數學者都認為通變一篇是在自於《易經》。如唐輝認為劉勰將易學的通變思想引入進了文學之中，《易經》的通變思想也為具體的文學創作提供了理論和文化背景支持，有支持文學創新的意義。但是，李逸津不認為通變是出自於「窮則變，變則通，通則久」的學說，認為《易經》中的「通」是「通暢」、「通達」的意思，但是劉勰的「通」是修正時人一昧說「通」的修正，認為和《易經》所說的，先有「變」，然後有「通」並不相同。
學者對於《易經》中「通變」的意義，以及是延申至文論區域時有不同的理解。吳建民對於《易經》中的「通變」作出了分析，認為《易經》謂「窮則變，變則通，通則久」，即是指「繼承和革新」。而劉勰的文學觀點也和《周易》的論點一致，認為只有萬物只有「通其變」才能其變才能生生不息，而文學也一樣要「通其變」才能「日新其業」，兩者的道理是相通的。孫蓉蓉和高文強都認為，《易經》中的「通變」意指「通曉事物的變化」，「變通」意指「事物因變化而得以通達」，意指因事物的變化通達因而得以發展。:143-145 高文強認為，既然在《易經》中「通」是指「貫通」、「變」指的是「變化」，轉移至文學的時候則不應該解作「繼承和革新」。:143-145孫蓉蓉則認為，探索《繫辭》在追求「通變」原意當然重要，但是劉勰將「通變」概念移至文學時己經有所變化，不應該生搬硬套。:189
王曉玉在更大範圍上探討，她認為「通變」所蘊含的變早已於古人的「變」和觀察中表現出來，在先民畫夜四時中，政權更替，社會變革中都可以見到「常」和「變」的存在，故此劉勰的通變觀也可能受這個更大層面上的影響。吳建民認為，《禮記·樂記》是首篇從社會歷史發展角度考索文學的文章、而《樂記》和《毛詩序》都將詩樂的發展和社會的政治情況扣連起來，對於「通變」論的影響深遠。詹鍈和朱曉海都指出，在《公孫龍子》都已經有通變的篇章，詹鍈更加補充在《孫子·九變》、《論衡·自紀》中都有提及過通變一詞:1075-1077
在魏晉南北朝的文學家所創作的一些文學作品都對於通變有所影響，包括王弼、陸機、葛洪、蕭統等。孫磊認為，王弼通過注《易經》以改變《易傳》的通變思想，並在《明卦適變通爻》中提出了「因時適變」的觀點。「因時適變」即指，在主體行為和客觀形勢兩者之間對立時，主體可以依當時的環境進行合適的變化。而劉勰將它代入在文學之中，當外部環境對於文學創作起了影響的時候，可以依此調整文章的風貌，而劉勰對於文學發展和創作的理念即依靠其所支撐。在《文心雕龍札記》中，黃侃認為陸機在《文賦》謂「收百世之闕文，採千載之遺韻」正正是在說明「通變」。:1077邱世友補充，雖然他說明了「通變」，但是沒有將文學的繼承和革新放於文學的發展上來考察，以致見解不成系統:149。李俠認為《抱朴子外篇》對於《文心雕龙》的通變論也有所影響。在葛洪創作《抱朴子外篇》前，文论家如陆机等人也曾对文学的继承与创新等问题有过讨论，但看法片面或未成系统，而葛洪在进行了较为系统的討论。葛洪在書中认为文学的发展是后胜于前，認為要同时重视古书的价值，今人應該吸收古书精华。但是，葛洪所強調的只是「新變」，而沒有注意「通古」。劉勰相比之下分得更加清楚，認為文章的體裁，體要是不需要變的，而其他文辭和文情是需要變的，而對於文學傳統的「訛變」並不應肯定。周勳初認為蕭統在《文選序》中提出了藝術手法是隨時代而發展的，不能持保守的態度，而這和「文律運周、日新其業」相似，可見他也提出了類似「通變」的學說:1108。
魏晉南北朝的文學背景對於通變也有所影響。吳予敏認為，當時的多元化政治經濟使文化藝術多元，而重新奇的觀念成為了當時的潮流。而這使劉勰這些受傳統文學所影響的批評家有所不安。劉勰在表面上他將「通變」視為趨應時代的，翻陳出新的作文技巧。但是在深層意義上而言，「通變」關係到在不確定的寫作技巧下掌握文學的創作法則。而孫敏強則認為，他的基本思想是為以經典、質樸的文學以彌補當時的清綺柔美的文學，而兩者融合是他所追求的意義:126。此外，當時儒家思想式微，學術氣氛自由也是一個因素，當時的文人對美的追求產生了不少佳作，但是當時對於形式的過度追求也產生了追新獵奇的文風。邱世金認為，在當時文壇上出現了唯美的形式主義和消極的浪漫主義，他在《情采》和《序志》中批評了脫離了本道「宋初訛而新」的文學，指出了這種文學的危險性。他主張劉勰不是從經濟和文化的角度提出了通變說，而是從文學的發展中強調脫離古籍的負面後果。故此劉勰只是將「疏古競今」，士族官僚偏安江南過着奢侈糜爛的方式視作其中的次要因素。

## 主旨
學界對於「通變」的主旨上依然有所分歧，學界對於主旨的分類也各有分歧。何懿、王艷艷、高准山、高恆昱卓將其分為四派，包括「復古」說、「繼承革新」說、「重在創新」說和「會通適變」說。而劉渼將「重在創新」說的「常變」說、「新變」說分作兩派。，而童慶炳將「通變」的主旨說分作四派，沒有說明「重在創新」而說明「常變」說。下文以「復古」說、「繼承革新」說、「新變」說、「常變」說、「會通適變」說分而述之。
「復古」說是最早出現、但也是最早淡出主流的看法，是學界達成共識放棄的學說。其次，最被支持的學說是「繼承革新」說，這派可以大致認為「通」指的是「繼承」，「變」指的「革新」。認為「通變」側重的是「變」和「革新」的學者也不乏其人，但是在90年代之前，除了確認通變的涵義外，學者的認識都不夠清楚。而此派學說又可以大致分為「常變說」和「變新說」。而「會適通變」說是千禧前後在「變」和「革新」一派之間分離出來，漸漸獨立自成一派。

### 「復古」說
認為「通變」說指的是「復古」的主要有紀昀、黃侃，及後范文瀾、郭紹虞等人都繼承了這個觀點。紀昀對於文心雕龍的評點共有三則，其中第一則中他從劉勰的時代所代入，認為齊梁時代文風綺靡，而劉勰提出通變矯正這種文風，也就是說通變是挽救時代而生的主張，而求新在這個充滿庸俗文章的時代並不可行，故此應該復古。而黃侃在《文心雕龍札記》中認為「通變」篇的主旨是「示人勿為循俗之文，宜反之於古」，並認為漢賦的例子是為了說明文章是有範圍的，就算是善於變化者都不能超出限制，是為了支持復古:102。范文瀾在《文心雕龍注》中也有引用他們二人的觀點，並認同紀昀的說法，並認為雖然本篇雖是為了變新復古，但是當另作新聲之時都需要參考古籍，缺一不可，故此其根本依然是復古郭紹虞在《中國文學批評史》中則認為，劉勰的歷史文學觀和他人不同是在於批判了「求新於俗尚的新變，說明了通變的方法」，「完全以通變為復古」。
但是，此說從1960年代文心雕龍學開始引入現代化理念和方法解釋，此理論開始被放棄:105。一般來說，台灣學者都不贊同「復古」說觀點。改革開放的大潮下，有學者開始重新評價此觀點，其中有部份學者批評此觀點，但有些是從正面觀點解釋相關復古理論。:105批評者有童慶炳、王少良等。王少良認為，「復古」是當時的思想認識上的不足，通變篇意在矯正文風，拯救文壇弊病的觀點是顯然的，而紀昀沒有分清「復古」與「通變」手段和目的之間的關係。童慶炳認為，「復古」說「看似有理，但是實則偏頗過甚」，認為紀昀、黃侃的文學發展觀念多在復古，故此將「通變」理解為「復古」不以為怪。胡繼華認為，「復古」雖和「通變」論本身的制梏有關，但是以此理解則無視了通變論「趨慕新聲」的說法，解釋片面。劉永濟認為，劉勰在開首處己經說明「資於故實、酌於新聲」，在贊中說「文律日新」，認為「復古」說的看法不當。:198
然而，也有學者從正面角度解釋「復古」說。葉繼奮將劉勰的宗經思想和陳子昂、白居易、柳宗元等的文學復古思想作比較，認為劉勰的通變觀是在孔子的文學思想中吸取養份以救時弊。王怡云以紀昀其他著作作考証，認為他在《治亭詩介序》中所提及的思想實際是認為文學是與時俱變的，而在《鶴街詩稿序》可見他認為「『根柢古人』是必要的，但是不能刻劃古人而不能自為方圓」，認為紀昀的想法是否「復古」有所相榷。此外，劉紹謹則認為，劉勰的文學思想是復古主義的思想，劉勰的通變是「怎样在坚守宗经复古，秉持文学因离『圣人时代』愈来愈远而不断退化的同时,，面对不断变化的新思潮、新形式而适当取舍、损益、融会、发展的问题」，通變實際上是操作上的問題，而非理論概念。他認為通變的出現令劉勰的復古思想更為靈活。

### 「繼承革新」說
在中國大陸，最多學者所支持的是「繼承」和「革新」，是最被認可的學說，支持者有包括楊明照、馬茂元、廖蔚卿、周振甫等。而在台灣，此派被稱為 「復古」和「創新」，支持者有王更生等。
首先提出此學說的中國大陸學者是馬茂元。在他1961年所發表的《說通變》之中指出，「復古」與「通變」不是一回事，認為劉氏的目的不是在復古，而是「情」「氣」兩者和詞采統一以及將繼承革新結合起來才是「通變」的精義所在。楊明照緊隨之，在《文心雕龍校注拾遺》前言中認為，劉勰的文學史觀是「繼承和革新」，認為劉勰既尊重歷史形式的文學理論，但是也會按根據現實的情況創新。詹鍈在《劉勰和文心雕龍》中認為「窮則變，變則通，通則久」是《易經·繫辭》中的一個重要晢學命題，而通變篇正正是使用了利用《易經》中「通」和「變」的關係以說明文學的歷史發展。他認為，文學中日新月異的發展就是變，而在變之中不會變化的就是「通」，「通」和「變」的對立的統一。李曰剛認為，劉勰的通變理論就是「通達窮塗（途），變化舊體」，而在當中「推陳出新」。而劉勰的理論在繼承革新的觀點而言，是「對立的統一，辯證之結合」。斯波六郎認為，「通是指與前人的作相通，也就是師古；變者時代之變化，即作者之創作」:1078。他認為「參伍因革，通變之數也」中參伍就是指變，因革就是指通，依據的是《物色》篇中「莫不參伍以相變，因革以為功」的一句。認為范文瀾、黃侃的理解不是劉勰所指的變的意思:1078。孫蓉蓉認為，「通變」的詞語雖然來自於《周易》，但是不能就此視為對「通變」一詞的理解，認為不能生搬硬套，移植至文學時內涵會變為不同，以此認為應該「通變」應是「繼承和革新」:190-191。王運熙、楊明在《魏晉南北朝文學批評史》中解釋「通變」原意為「事物有所變化而流通不滯」，認為劉勰將通變運用至文學時是指文章應該在繼承傳統的前提下作革新。
但是，在繼承革新說中，各派對於什麼需要繼承，什麼需要革新依然有所分歧，具體以繼承為重或者以變化為重上都存在分歧。張文勳、杜東枝在《文心雕龍簡論》中認為劉勰要繼承的是各種文體的格式法度，而「文辭氣力」是需要革新的。繆俊傑、陸侃如、牟世金也則認為為要繼承的是體裁名稱和寫作準則，而寫作方法和文辭的感染力是需要革新的。郭紹虞、王更生都認為劉勰既反對了「循環相因」，也反對了「近附而遠疏」，主張的正是繼承和革新，並指出只有繼承而沒有革新則文學無法發展；而只革新而不變化的話又必然落於貧乏，兩者要互相補充。但是劉勰在「望今制奇」中指出「今」是變的出發點，兩者之中以「變」較為重要:1109李曰剛在《文心雕龍斠詮》中主張「通」指的是文章的風格、題材、文藻、辭氣等是要求是不應該變化的，但是這些風格、題材等等等的表達方式是應該加以變化的。而詩文「敘事述時」是一成不變的通則，但是「情志事義」是應該加以變化的，然後在贊中點明文章應該同時繼承和革新:1365-1367。陸侃如、牟世金在《文心雕龍譯注》認為「通變」就是「因革」，繆俊傑在《文心雕龍美學》中認為「通變」是繼承和革新，大致相近。但是，陸侃如和牟世金認為應該是「通」「變」並重，但是繆俊傑認為應該是首先強調的是「通」，認為劉勰不是在強調革除古代聖賢的文章，而是革除淫靡之文。潘新華雖然認為通變指的是繼承和革新，但他也認為通變的主旨應該在「變」之上。他引用《徵聖》篇中的「抑引隨時，變通會適，徵之周孔，則文有師矣」，以及他多批評楊雄模仿他人作品而贊揚宋玉、枚乘等的首創作品，認為劉勰不是希望固守經典而沒有變化，而只是借復古作為手段以矯正文風。而只要不違反宗經的原則，變是應該在在內容和形式上都加以創新。
有些學者並不同意「繼承革新」的說法，如何懿、祖保泉等。何懿認為「通變」既然是出自於「窮則變，變則通，通則久」的，而此處的「變」是指「革新」，而「通」指的是「暢達，開通」，以「繼承、革新」一詞解釋不合本義，而且從整書以「通變」合用的地方作繼承革新解也不合切。祖保泉批評，有些論者抱着先入為主的心態，「腦子裏先有個『繼承和創新的對立統一」的觀點，於是見到「通變」一詞，便把那個觀點填了進去。」，又指以「通指繼承，變指創新」的方式解釋原文有所不當，如「參伍因革，通變之數也」一句中，「參伍因革」已經有繼承和革新的意思，而將後句「通變」亦作繼承和革新則顯得觀點重複，可見「繼承革新」並非劉勰的原意。:560-561

### 「常變」說
「常變」指是「通變」中同時有可以變的（變），同時也有不可以變的（常），劉永濟和劉業超都主張此說。劉永濟在《文心雕龍校釋》中認為「通變」的主旨是「在窮變通久之理」，並認為「變」不是一切從舊或者是完全放棄舊說。指其當中有些是可以變，有些不可以變，「文辭氣力」是可以變的，但是「詩辭書記」等文體方式是不能變化的。
劉業超認為，「變新」說或是「復古」說的說法都不符合客觀事物發展的普遍規律，和歷史實際情況不同，也和劉勰的思想有異。再者，劉勰「宗經」說法並不是單純對於歷史的「繼承」，而是采取經典中的常則，因此「繼承革新」的說法也不成立。他認為，劉勰的「通變」意在恢復歷史上的文學規律，而同時在「文辭氣力」之上給予自己的變化，認為「常變」的理解更合劉勰的原意。:1460-1465

### 「變新」說
這一派的學者側重在「變」、「革新」之上。在中國大陸，有吳聖昔、牟世金等。牟世金認為：「《通变》篇并非继承和革新的专论，强调文学的发展创新，才是刘勰『通变』论的主要思想，而本篇中『通变』之意，主要指『文辞气力』的发展创新」。他認為劉勰是側重在文辭氣力中的創新，但是同時指其也有一些局限性。吳聖昔認為「決無變和不變的區別，一切都在變，一切都需變。這是劉勰以變為論文的根據的核心」。:123
就台灣而言，支持變新說的有王禮卿、陳問梅。王禮卿在《〈文心雕龍．通變．夸飾〉通釋》中認為通變的關係是「變出於通，通鎔於變」，「通必與變合，獨通不足以創新之理，通義始備」，反之亦然。而「憑情以會通，負氣以適變」是變通的要則，他認為以自己的感情代入古人的真情就是「通」，而文氣有所變化但不離正道就是「負氣」。他又批評劉永濟「可變不可變」的說法，從各種文章體類不停變化的歷史事實立論認為沒有可變不可變的說法。而且又引姜宸英《五七言詩選序》批評即使復古也好，但是所演變出來的己經不是當時的「古」。陳問梅反對劉說，認為通指會通，變是變化，本質說通變是一種方法，故此變化需要以會通為本。而通變可以分為二，從文學創作而言，指的是「文類（名）與其文體（理）之相因」；文學改造而言，「矯訛翻淺，還宗經誥」依靠的正是「通變之術」。

### 「會通適變」說
「會通適變」說的學者認為繼承或者革新的二元對立不合劉勰的原意和通變本意，認為劉勰不是從文學歷史角度來談繼承革新的問題，而是從創作的角度以表述問題。這一派的學者強調「通變」的重要是「憑情以會通，負氣以適變」。支持者有祖保泉、童慶炳等。
祖保泉於《文心雕龍解說》中認為劉勰是從創作的角度表述「通變」的問題，而通變的根本原則是「恁情以會通，負氣以適變」。故此，作家應該從按自己的情思和創作特色以適當在文辭和體裁上汲取前人的作品資料，而創作出合乎時勢的作品。:561-564童慶炳認為「通變」的關鍵正是在於「憑情以會通、會氣以適變」，針對於自己在詩中體會得到出來的感情作出自己理解，再對於古典作品精神作出傳承，而新變之時也應該以自己的氣脉和特性以追求新變。:-208-209
蔡仲翔在《釋「通變」》中認為歷來對「變」的研究己經相對完善，但「通」的研究卻尚是模棱兩可。他認為劉勰在通變雖有談到繼承和革新，但是卻在「名理有常」、「通變無方」的兩句之中，而非「通變」一詞本身。他認為「通變」可以分為兩部份，一部份是創作論中的通變，一部份是發展論中的通變。創作論中的通變而言，劉勰在「文之樞紐」的五篇中己經顯示了他在文學中的通變，通變應該是「酌乎禮，變乎騷」，真正的文章高手可以按表達的內容以選用合宜的體式。按《易傳》「通」、「變」都是互相對舉而言，「通」不是指前人的繼承，而是指「異質事物的貫通」，例如文學創作中以物色傳情，雖然物色有限，但是情感是各異。而發展論中的通變，劉勰是希望在不復古的前提下回歸根本，而在「復」和「變」兩者中平衡。

## 與西方文學的交流
「通變」一詞在英文中譯法各有差異。Flexible adaptability to varying situations（施友忠）、Continuity and Mutation（宇文所安）、Continuity and Transformation（梅维恒）、Continuity and change（黄兆杰、卢仲衡、林光泰；杨国斌；康達維、張台萍）的翻譯都有之，「變」的譯法各有所異，其中Transformation強調的是事物改變，而Mutation強調的是事物自變，而Change的詞異最廣。戴文靜認為以Change的詞異最為合切，而Flexible adaptability to varying situations沒有突顯出「通」是「變」的前提和基礎。王曉玉認為宇文所安的譯法相當合切，「Mutation」能夠充份強調出「變」是在參照內在規範的情況下再作出相應的變，即「通」是「變」的前提。
在西方世界，一般關注劉勰思想的研究者都稱之他為「復古主義者」，又或者是「古典主義者」，主要是因為劉勰的「宗經」思想在整本書中貫穿始終。但是，部份學者也認識到劉勰在思想上的求變。在1953年，施友忠在《劉勰《文心雕龍》中的古典主義》（英語：Classicism in Liu Hsieh's "Wen-Hsin Tiao-lung"）中指出，劉勰尊祟的是「自然之道」，真情實感是文章的本源，故此在「宗經」的同時也應傾於自己自發的情感，而非一味復古。而且，在通變、《辨騷》、《時序》中也可見劉勰義於文學各種變化的影響，從而可見他是為了借復古而革新。同時，文學創作應該按時間而推移，而結合時代的變遷，故此劉勰的文學觀並不是復古主義。紀秋郎沿襲了他的觀點，他在《古典主義者和劉勰及其通變觀》（英語：Liu Hsieh as a Classiscist and His Concepts of Tradition and Change）強調劉勰的主張並不是復古主義，而是在傳統中求變的改良古典主義。例如劉勰雖然祟尚經典，但是在創作時卻使用了當時較流行的駢文形式。他認為雖然看似予盾，但是這代表了劉勰作為一個藝術家，他不能為了真理而放棄到美的追求。劉勰雖然推祟儒家經典，但是他不是追求「文以載道」，他的文學變革歸根是由審美所推動的，和古文派倡導人韓愈的思想有所不同，他認為不能相提并論。
「古典主義」一詞來自歐洲，故此以此來描寫中國文學不免有些不當之處。劉穎認為，兩位學者都使用「Classicism」來描寫劉勰的宗經思想，是因為宗經和古典主義之間都有些重合，可以概括劉勰思想的一些特點。而且假如完全以中國文學批評話語來解釋會產生語言上的隔閡。而捷克漢學家王和達教授（捷克語：Oldřich Král）了解到「古典主義」一詞不足以總結劉勰的思想，認為將劉勰稱作「古典主義者」的思想相當狹隘。他認為劉勰的目的是為了重建文學的和階秩序，還文學以本身真實的面目，故此劉勰的復古主義留下了很多可以變化的空間。「通」指的是文學整體基本性質的延續，而「變」是從文學的創新。而「通」在特別情況之下是可以包括在變之中的，「變」是「通變」的核心，而「通」只是貫穿其中的一個概念。

### 比較
有學者曾將艾略特的《傳統與個人才能》與之比較。韓國的金民那認為「望今制奇，參古定法」和《傳統與個人才能》中對「傳統」和「獨創一格」的理論相似，可見「望今制奇，參古制法」是文學對傳統和創新的基本要求。而「博覺精閱」的說法則和艾略特所說的「下一番苦功才序心使他的作品具有承先啟後的作用」（[...] if you want it you must obtain it by great labour.）相似。景立鵬認為艾略特所指的傳統是「共時性」的，意指個人只是在參與這個秩序，而傳統和個人兩者是互相適應的。他認為，劉勰的通變觀中沒有要求從新變直接走向復古，從一個極端走向另一個極端。但相反《傳統和個人才能》是希望直接摒棄各種的歷史傳統包袱，回歸藝術本體，而這是因為中國文學有一個具體的創始者和發明者，而西方的傳統並沒有。而且劉勰當時的思想夾雜着道德思想和文學風尚，而艾略特是希望重新以作品為本位，兩者的理解不同。

### 論文
1. 1 2 3  高文強. . 中國《文心雕龍》學會  (编). . 北京: 北京大學出版社: 143–154.
2. 1 2  李優.  (碩士论文). 湖北師範學院. 2013.
3. 1 2 3 4  金民那. . 中國《文心雕龍》學會  (编). . 河北: 河北大学出版社: 203–237.
4. 1 2  殷守艷. . 語文學刊. 2018, 38 (1): 38–44.
5. 1 2  魏雪冰. . 許昌學院學報. 2011, 30 (4): 66–68.
6. ↑  劉凌. . 中國《文心雕龍》學會  (编). . 北京: 學院出版社: 389-391.
7. ↑  殷守艷. . 西藏民族大学学报（哲学社会科学版）. 2018-09, 39 (5): 129–147.
8. ↑  周興陸. . 中國《文心雕龍》學會  (编). . 北京: 學院出版社: 82-84.
9. 1 2 3  吳建民. . 山西師大學報（社會科學版）. 2010, (5): 47–50.
10. 1 2  唐輝. . 云夢學刊. 2005, (05): 85–87.
11. ↑  高恒昱卓. . 文學教育(上). 2021, (08): 154–156. doi:10.16692/j.cnki.wxjys.2021.08.062.
12. ↑  李逸津. . 天津師大學報. 1983, (02): 70–74.
13. ↑  王曉玉. . 社會科學家. 2018, (2): 151–156.
14. ↑  朱曉海. . 中央人文學報. 2007-7, (31): 1–36.
15. ↑  吳予敏. . 文學遺產. 1986, (2): 36–47.
16. ↑  姚愛斌. . 北京师范大学学报（社会科学版）. 2019, (3): 27–40.
17. 1 2 3 4 5 6 7  王艷艷; 高准山. . 重慶科技學院學報 （社會科學版）. 2008, (4): 105–107. doi:10.19406/j.cnki.cqkjxyxbskb.2008.04.052.
18. 1 2  王怡云. . 清華中文學報. 2011, (6): 340–351.
19. ↑  王少良. . 黑龍江社會科學學報（社會科學版）. 2005, (1).
20. ↑  童慶炳. . 河北學刊. 2006, (6).
21. ↑  胡繼華. . 安慶師範學院學報. 2000, (3).
22. ↑  葉繼奮. . 杭州教育學院學報. 2000, (1).
23. ↑  劉紹謹. . 江西社會科學. 2004, (7).
24. ↑  原載：馬茂元. . 江海學刊. 1961, (11): n.p.於甫之; 涂光社 (编). . 濟南: 齊魯書社. 1988-01: 710-714.
25. ↑  何懿. . 安徽社會學報（社會科學版）. 1985, (2): 72–76.
26. 1 2  田曉婧. .
27. ↑  陳拱. . 中國文化月刊. 1995, 11 (193): 37–48.
28. ↑  蔡仲翔. . 中國《文心雕龍》學會  (编). . 北京: 北京大學出版社: 132–142.
29. ↑  戴文靜; 顧明棟. . 廈門大學學報(哲學社會科學版). 2019, 03 (37-45).
30. ↑  王曉玉. . 美育學刊. 2014, 5 (2): 93–101.
31. ↑  Shih, Vincent Yu-chung. . Asiatische studien. 1953, (7): 122–134  [2022-05-21]. （原始内容存档于2022-03-23） （英语）.
32. ↑  Chi, Chiulang. . Tamkang Review. 1973-04, (4): 89-108 （英语）.
33. ↑  Král, Oldřich. . Archiv Orientální. 1991, 59 (2): 181-189 （英语）.
34. ↑  景立鵬. . 湖南廣播電視大學學報. 2017, (3): 40–46.

### 學位論文
1. ↑  孙磊.  (碩士论文). 湖南大学. 2014.
2. ↑  李俠.  (碩士论文). 中央民族大學: 45–50. 2012.

### 書目
1. 1 2  牟世金. . 濟南: 山東大學出版社. 1985.
2. 1 2 3 4 5 6 7 8 9 10 11 12  何懿. . 楊明照  (编). . 上海: 上海書店: 123–127. 1995.
3. 1 2 3 4 5  劉渼. . 台北: 萬里樓圖書. 2000.
  - .   [2022-03-03]. （原始内容存档于2022-07-07）.
  - .   [2022-03-03]. （原始内容存档于2016-12-27）.
4. 1 2 3  張燈. . 上海: 復旦大學出版社. 2015: 717-725.
5. 1 2 3 4  周振甫. . 北京: 新華書店. 2006: 434–444. ISBN 7534370817.
6. 1 2 3 4  戚良德. . 上海: 上海古籍出版社. 2008: 347–355. ISBN 9787532551156.
7. 1 2 3 4  郭晉稀. . 蘭州: 甘肅人民出版社. 1982: 366–376.
8. 1 2 3 4 5 6 7 8 9 10 11  詹鍈. . 上海: 上海古籍出版社. 2008: 1075–1109.
9. 1 2 3 4 5  童慶炳. . 北京: 北京師範大學出版社. 2016: 196-209. ISBN 9787303192199.
10. 1 2 3 4 5  李曰剛. . 台北: 國立編譯館. 1982.
11. 1 2 3 4 5 6 7 8  孫蓉蓉. . 北京: 中華書局. 2008: 186–197. ISBN 9787101062755.
12. 1 2  邱世友. . 長沙: 麓書社. 2007: 149-160. ISBN 9787806658659.
13. 1 2 3  劉穎. . 成都: 巴蜀書社. 2012: 91–98. ISBN 978-7-80752-988-0.
14. ↑  黃侃. . 北京: 中華書局. 1962.
15. ↑   王運熙; 楊明. . 上海: 上海古籍出版社. 1989: 459.
16. 1 2  祖保泉. . 合肥: 安徽教育出版社. 2009.
17. ↑  劉業超. . 北京: 人民出版社. 2012.

### 注腳
1. ↑  原文：「通變篇是全書理論核心之一」。
2. ↑  張燈作，「只要設立也即形成了的一定文體，那末它的體裁格式總是恆常有規的；靈活多變的文章，其寫法則又是無定規定格的」，認為現行的多數譯法沒有將「設」和「變」譯出，並不妥[d]:717。龔菱在《文心雕龍研究》認為指的是「情志、事義、辭采、宮商」四者是不變的，但是沒有說明理由。[a]:96
3. ↑  周振甫、楊明照認為是實指〈明詩〉、〈詮賦〉、〈書記〉三個章節，因為第六至第二十五段都是研究「文體」，所以以此包括之。整句「凡詩賦書記」至「此有常之體也」他解作「所有文體從《明詩》、《詮賦》直至《書記》，它們的名稱和創作規格是有所繼承的」，而詹鍈、郭晉稀則認為就是實指詩賦書記這些文體。[e][f][g][h]
4. ↑  周作「文辭的氣勢和力量」[e]、郭作「文辭和文情」[g]、戚作「思想和感情」[f]，石家宜認為「文辭氣力」就是指「文辭」本身[2]。童慶炳認為「文辭」指的是「文化的內涵」，而「氣力」指是「生命的顫動和心靈的力量」[i]。
5. ↑  「名理相因」一句諸家都有所爭議。涂光社認為是「名即體之名，理指稱名列類之所然。」[3]；寇效信認為名是文體的名稱，理指的文體的寫作原則和規律[3]；郭晉稀認為是「體裁」和「體要」[g]；戚良德作「名稱和寫作之理」[f]。周振甫作「名稱和創作規格」。金民那認為各家說法大致相通，指的是文體的特質和創作規範。[3]殷守艷認為，各家的看法只是在「名」和「因」兩者是相同的，「名」指的是文體的名稱，「因」指的是「因襲、繼承」。[4]

但是也有學者有其他看法。吳林柏在《文心雕龍義疏》中認為按《廣雅》「名，成也」和《漢書·武帝記》「理，法也」的注譯認為「名理相因」指的是繼承舊有法規，世代相傳。殷守艷認為這個理解不當，因為文心全書「名」字沒有一例作「成也」的僻義，而且「名，成也」指是動詞「形成」而不是指「舊」，而「舊」的理解是輾轉為釋所得的。 [4]
6. ↑  「志合文別」一句，元刻本作「文財」，許無念校作「文則」，劉永濟作「文別」。[h]:1084-1085按「文別」說，即指「各有分別的」。錘子翱和黃安幀進一步解釋，「『志合』就是『通』，『文別』就是「變』[b]:127[e]。魏雪冰認為，以「文則」說而言，即指在「宗經」的前提下達至文質彬彬的狀態。[5]
7. ↑  李曰剛、郭晉稀認為應該是「載蜡」，指的是「始為蜡祭」的意思[j]:1374。黃侃在《札記》中認為上下文的「斷竹」、「雕牆」都是歌曲中的一些片語，但是只有「在昔」不是，指可能是《禮記》中伊耆氏蜡詞。但是范文瀾則認為可能是劉勰當時有這首歌（只是現今不存）[j]:1376。
8. ↑  「從質及訛，彌近彌澹。一句各家有所不同。范文瀾以說文「澹，水搖也」將彌澹考作「彌淡」，周振甫也從之[2]
9. ↑  本來應該作「競今疎古，風味氣衰也」，但是在句中不可解，因此大多版本都校作「競今疎古，風末氣衰也」，周振甫作「風昧」，而楊明照作將味作「末」解。張燈指解作「味」的方法不當，「味」和「末」之間兩者的讀者不像，而字形也不相似，而且雖然〈封禪〉中有「風末力寡」一句，但是通變描述的是文風變遷，而不是論述文體興衰，兩者並不相同。他指當時六朝的新奇文風不是即將消亡的文風，而是相當得到大眾支持，難以想像劉勰會以「風末」來形容它。他認為「風昧」說指「文章神氣的暗昧無力」。[d]:720-722
10. ↑  劉陵認為此處的「多略漢篇」解作「忽略」的意思並不當，認為前文所提及「楚漢侈而艷」是負面的，以此看來前後觀點相右，因此應該指「經略」、「歸取」的意思。即「多略漢篇」意指的是時人過於漢重漢文。[6]
11. ↑  張燈認為將「夫誇張聲貌，則漢初已極」譯作「極點」不合史實，而且和劉勰其他言辭不合。他指，漢初的辭賦家有如鳳毛麟角，而真正漢賦繁盛的時代應該是漢武帝時期，但當時己經不是漢初。而且他在〈詮賦〉中也沒有將漢賦看作是漢賦形成的時代，並不合。他認為「極」應該指的是「標准」，意指「漢代初年就有了大體的規範」。[d]:722-723
12. ↑  一作「其」、一作「堪」、一作「可」。[j]
13. ↑  殷守艷指出，文心雕龍注家中，四十多家的注本的大意都相同，將「制奇」一字理解為「出奇制勝」意。但是她認為「出奇制勝」的「制勝」按《漢語大辭典》認為應該是是制止勝利的意思，而且劉勰在其他篇章的「奇」字意思大意都是貶義，認為此處不太可能是褒義，認為應該作「制止文壇上的新奇文風」。[7]
14. ↑  原文：「齊梁間風氣綺靡，轉相神聖，文士所作，如出一手，故彥和以通變立論。然求新於俗尚之中，則小智師心，轉成纖仄，明之竟陵、公安，是其明徵。故挽其返而求之古。蓋當代之新聲，既無非濫調，則古人之舊式，轉屬新聲，復古而名以通變，蓋以此爾。」[h]:1077
15. ↑  原文：「此篇雖是旨在變新復古，而通變之術，要在資故實、酌新聲兩語，缺一則疏矣。」
16. ↑  具體英譯本出處：
  - Flexible adaptability to varying situations：

（施友忠）Shih, Vincent Y.C. . New York: Columbia University Press. 1959.
  - Continuity and Mutation：

（宇文所安）Owen.S. . Cambridge, Massachusetts and London: Harvard University Press. 1992: 187-330.
  - Continuity and Transformation：

（梅维恒）Victor H.M. . New York: Columbia University Press. 2000: 46.
  - Continuity and Change：

（黄兆杰、卢仲衡、林光泰）Wong, Siu-kit; Allan Chungg Lo; Kwong-tai Lam. . Hong Kong: Hong Kong University Press. 1999.
（杨国斌）Yang Guobin. . Beijing: Foreign Language Teaching and Research Press. 2003.
（康達維、張台萍）Stephen F.Teiser; Martin Kern; Timothy Brook. . Boston: Brill. 2014: 1357-1359.

## 延伸閱讀
- 金民那.  (碩士论文). 國立臺灣大學. 1988.
- 胡仲權.  (碩士论文). 東吳大學. 1990.
- 劉渼. .   [2022-03-03]. （原始内容存档于2016-12-27）.